# Football League of Europe 1994
La Football League of Europe 1994 è stata la 1ª edizione dell'omonimo torneo europeo di football americano. Con gli 8 team partecipanti la formula del campionato prevedeva due gironi, da ognuno dei quali si qualificavano due squadre per le semifinali.
Ha avuto inizio il 30 aprile e si è conclusa il 17 settembre con la finale di Amburgo vinta per 43-35 dagli svedesi Stockholm Nordic Vikings sui tedeschi Hamburg Blue Devils.

## Squadre partecipanti
| Club                     | Città                | Stadio                          | Sponsor ufficiale | Risultato nella stagione 1993 |
| ------------------------ | -------------------- | ------------------------------- | ----------------- | ----------------------------- |
| Amsterdam Crusaders      | Amsterdam            | Sportpark Sloten                |                   | Finalisti Eurobowl            |
| Berlin Bears             | Berlino              | Friedrich-Ludwig-Jahn-Sportpark |                   |                               |
| Frankfurt Gamblers       | Francoforte sul Meno |                                 |                   | Finalisti Zweite Bundesliga   |
| Great Britain Spartans   | Sheffield            | Don Valley Stadium              |                   |                               |
| Hamburg Blue Devils      | Amburgo              | Volksparkstadion                |                   |                               |
| Helsinki Roosters        | Helsinki             |                                 |                   | Terzo posto Vaahteraliiga     |
| Munich Thunder           | Monaco di Baviera    |                                 |                   |                               |
| Stockholm Nordic Vikings | Stoccolma            |                                 |                   |                               |

## Stagione regolare

### Calendario

#### 1ª giornata
| Amburgo 30 aprile 1994 | Hamburg Blue Devils | 33 – 22 (0-0 7-13 6-6 20-3) | Great Britain Spartans | Volksparkstadion |

| 30 aprile 1994 | Stockholm Nordic Vikings | 38 – 6 | Munich Thunder |  |

#### 2ª giornata
| Amsterdam 7 maggio 1994 | Amsterdam Crusaders | 22 – 7 | Helsinki Roosters |  |

| Francoforte sul Meno 7 maggio 1994 | Frankfurt Gamblers | 24 – 8 | Great Britain Spartans |  |

| 7 maggio 1994 | Munich Thunder | 43 – 31 | Berlin Bears |  |

#### 3ª giornata
| 14 maggio 1994 | Hamburg Blue Devils | 35 – 24 (0-7 14-3 0-0 21-14) | Stockholm Nordic Vikings |  |

| 15 maggio 1994 | Frankfurt Gamblers | 42 – 43 | Berlin Bears |  |

#### 4ª giornata
| 21 maggio 1994 | Berlin Bears | 25 – 47 | Amsterdam Crusaders |  |

| 21 maggio 1994 | Stockholm Nordic Vikings | 47 – 7 | Helsinki Roosters |  |

| Sheffield 21 maggio 1994 | Great Britain Spartans | 28 – 9 | Frankfurt Gamblers | Don Valley Stadium |

#### 5ª giornata
| 28 maggio 1994 | Amsterdam Crusaders | 28 – 16 | Munich Thunder |  |

| Sheffield 28 maggio 1994 | Great Britain Spartans | 21 – 20 | Helsinki Roosters | Don Valley Stadium |

#### 6ª giornata
| Berlino 4 giugno 1994 | Berlin Bears | 35 – 61 | Hamburg Blue Devils | Friedrich-Ludwig-Jahn-Sportpark |

| 4 giugno 1994 | Frankfurt Gamblers | 19 – 13 (d.t.s.) | Amsterdam Crusaders |  |

| 4 giugno 1994 | Helsinki Roosters | 7 – 15 | Munich Thunder |  |

| Sheffield 4 giugno 1994 | Great Britain Spartans | 20 – 30 (6-0 18-0 15-0 0-6) | Stockholm Nordic Vikings | Don Valley Stadium |

#### 7ª giornata
| Berlino 11 giugno 1994 | Berlin Bears | 34 – 43 | Great Britain Spartans | Friedrich-Ludwig-Jahn-Sportpark |

| Amsterdam 11 giugno 1994 | Amsterdam Crusaders | 32 – 24 | Hamburg Blue Devils | Sportpark Sloten |

| Helsinki 11 giugno 1994 | Helsinki Roosters | 25 – 32 | Stockholm Nordic Vikings |  |

| 11 giugno 1994 | Munich Thunder | 35 – 14 | Frankfurt Gamblers |  |

#### 8ª giornata
| 18 giugno 1994 | Hamburg Blue Devils | 41 – 19 | Berlin Bears |  |

| 18 giugno 1994 | Stockholm Nordic Vikings | 65 – 23 | Amsterdam Crusaders |  |

#### 9ª giornata
| 25 giugno 1994 | Berlin Bears | 12 – 55 | Helsinki Roosters |  |

| 25 giugno 1994 | Hamburg Blue Devils | 14 – 28 | Munich Thunder |  |

| Francoforte sul Meno 25 giugno 1994 | Frankfurt Gamblers | 28 – 48 | Stockholm Nordic Vikings |  |

| Sheffield 25 giugno 1994 | Great Britain Spartans | 50 – 44 | Amsterdam Crusaders | Don Valley Stadium |

#### 10ª giornata
| 2 luglio 1994 | Frankfurt Gamblers | 21 – 35 | Munich Thunder |  |

| 2 luglio 1994 | Helsinki Roosters | 18 – 31 | Hamburg Blue Devils |  |

#### 11ª giornata
| 9 luglio 1994 | Berlin Bears | 27 – 63 | Stockholm Nordic Vikings |  |

| 9 luglio 1994 | Hamburg Blue Devils | 28 – 14 | Frankfurt Gamblers |  |

| Sheffield 9 luglio 1994 | Great Britain Spartans | 29 – 38 | Munich Thunder | Don Valley Stadium |

#### 12ª giornata
| 6 agosto 1994 | Amsterdam Crusaders | 28 – 29 | Munich Thunder |  |

#### 13ª giornata
| 13 agosto 1994 | Amsterdam Crusaders | 22 – 19 | Great Britain Spartans |  |

| 13 agosto 1994 | Stockholm Nordic Vikings | 61 – 13 | Berlin Bears |  |

| 14 agosto 1994 | Hamburg Blue Devils | 28 – 14 | Helsinki Roosters |  |

#### 14ª giornata
| 20 agosto 1994 | Amsterdam Crusaders | 36 – 26 | Frankfurt Gamblers |  |

| 20 agosto 1994 | Stockholm Nordic Vikings | 59 – 44 | Hamburg Blue Devils |  |

| 20 agosto 1994 | Helsinki Roosters | 10 – 39 | Berlin Bears |  |

#### 15ª giornata
| 1994 | Frankfurt Gamblers | 28 – 48 | Stockholm Nordic Vikings |  |

### Classifica
La classifica della regular season è la seguente:
- PCT = percentuale di vittorie, G = partite giocate, V = partite vinte, P = partite perse, PF = punti fatti, PS = punti subiti
- La qualificazione alle semifinali è indicata in verde

#### Classifica Northern Conference
| Pos. | Squadra                  | PCT   | G  | V | P | PF  | PS  |
| ---- | ------------------------ | ----- | -- | - | - | --- | --- |
| 1    | Stockholm Nordic Vikings | 0.900 | 10 | 9 | 1 | 465 | 228 |
| 2    | Hamburg Blue Devils      | 0.700 | 10 | 7 | 3 | 339 | 264 |
| 3    | Berlin Bears             | 0.200 | 10 | 2 | 8 | 278 | 466 |
| 4    | Helsinki Roosters        | 0.111 | 9  | 1 | 8 | 163 | 245 |

#### Classifica Central Conference
| Pos. | Squadra                | PCT   | G  | V | P | PF  | PS  |
| ---- | ---------------------- | ----- | -- | - | - | --- | --- |
| 1    | Munich Thunder         | 0.778 | 9  | 7 | 2 | 253 | 210 |
| 2    | Amsterdam Crusaders    | 0.600 | 10 | 6 | 4 | 295 | 280 |
| 3    | Great Britain Spartans | 0.444 | 9  | 4 | 5 | 240 | 262 |
| 4    | Frankfurt Gamblers     | 0.222 | 9  | 2 | 7 | 196 | 284 |

## Playoff

### Squadre qualificate
| Team                     | Conference |
| ------------------------ | ---------- |
| Stockholm Nordic Vikings | Northern   |
| Hamburg Blue Devils      | Northern   |
| Munich Thunder           | Central    |
| Amsterdam Crusaders      | Central    |

### Tabellone
|  | Semifinali | Semifinali               | Semifinali |                          |    | Finale              | Finale | Finale |  |
|  |            |                          |            |                          |    |                     |        |        |  |
|  | 2N         | Hamburg Blue Devils      | 29         |                          |    |                     |        |        |  |
|  | 2N         | Hamburg Blue Devils      | 29         |                          |    |                     |        |        |  |
|  | 1C         | Munich Thunder           | 26         |                          |    |                     |        |        |  |
|  | 1C         | Munich Thunder           | 26         |                          | 2N | Hamburg Blue Devils | 35     |        |  |
|  |            |                          |            |                          | 2N | Hamburg Blue Devils | 35     |        |  |
|  |            |                          | 1N         | Stockholm Nordic Vikings | 43 |                     |        |        |  |
|  | 1N         | Stockholm Nordic Vikings | 1N         | Stockholm Nordic Vikings | 43 | 34                  |        |        |  |
|  | 1N         | Stockholm Nordic Vikings |            |                          |    |                     |        |        |  |
|  | 2C         | Amsterdam Crusaders      | 21         |                          |    |                     |        |        |  |

### Semifinali
| Amburgo 27 agosto 1994 | Hamburg Blue Devils | 29 – 26 | Munich Thunder | Volksparkstadion |

| 3 settembre 1994 | Stockholm Nordic Vikings | 34 – 21 | Amsterdam Crusaders |  |

### Euro Super Bowl I
| Amburgo 17 settembre 1994 | Hamburg Blue Devils | 35 – 43 | Stockholm Nordic Vikings | Volksparkstadion |

## Verdetti
- Stockholm Nordic Vikings Campioni della Football League of Europe 1994